# Ahmad ibn Sa’id
Ahmad ibn Sa’id – władca Sułtanatu Omanu z dynastii Busa’id. Panował w okresie od 1741 lub 1749 do 1783.
W 1741 lub 1749 został wybrany imamem Omanu. W 1782 lub 1783 wprowadził dynastyczną władzę dziedziczną, co wywołało sprzeciw plemion nieuznających władzy Busa'idów. To spowodowało, iż następny władca Sa’id ibn Ahmad (panował w latach 1783–1786) widział potrzebę centralizacji politycznej kraju. 